# Ilha de Antônio Vaz
A Ilha de Antônio Vaz (local que hoje corresponde aos bairros recifenses de Santo Antônio, São José, Cabanga e Ilha Joana Bezerra) é o local que os holandeses escolheram para sede de suas possessões em Pernambuco.

## História

### Início da ocupação e urbanização

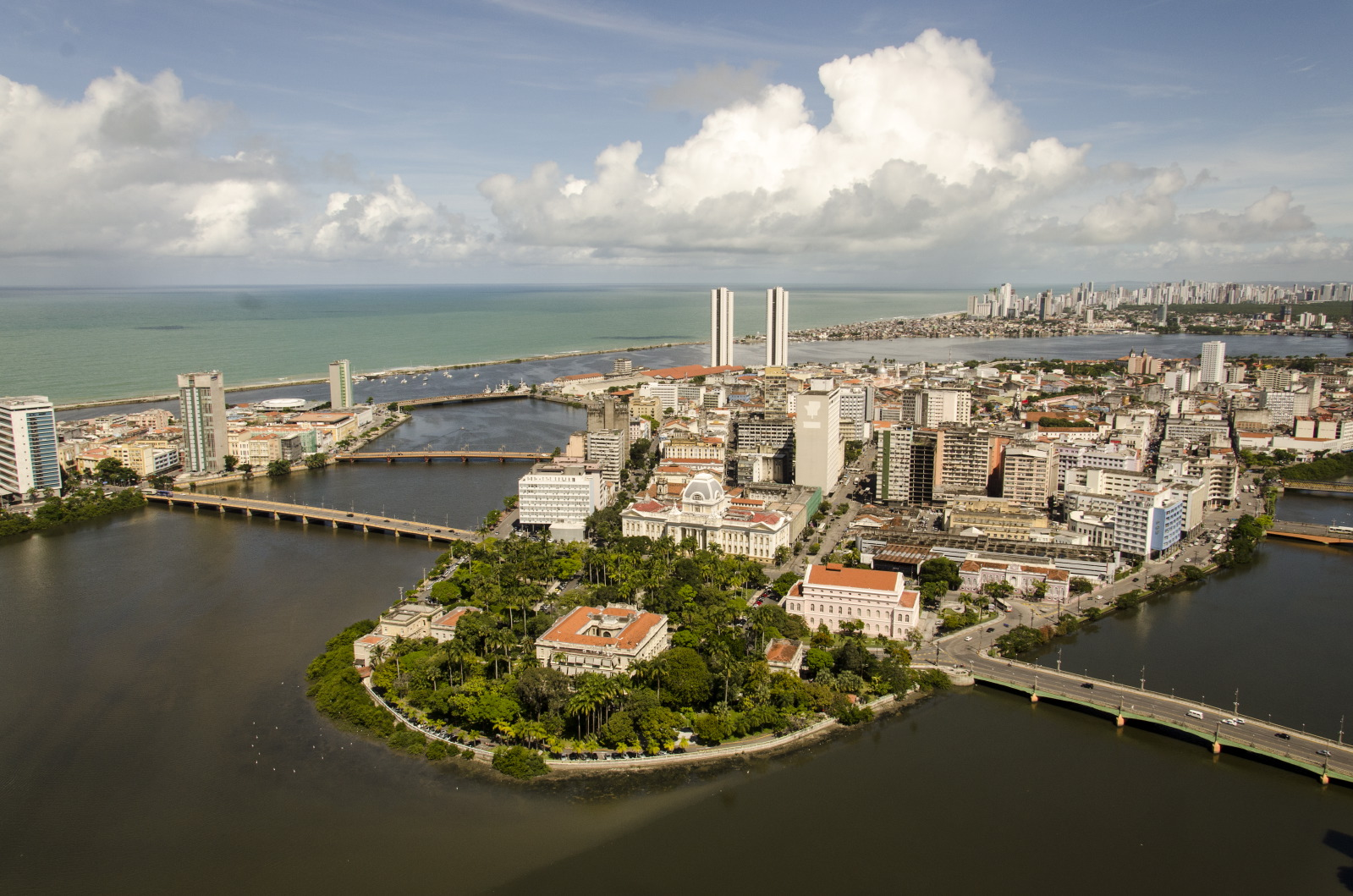
Vista aérea da ilha de Antônio Vaz, entre os canais da foz do rio Capibaribe, em Recife.

Antes da segunda das Invasões holandesas do Brasil à capitania de Pernambuco, a Ilha de Antônio Vaz era pouco ocupada, ali havia apenas o convento Franciscano no norte da Ilha, e uns poucos moradores Diante da invasão, em 1630, o convento foi ocupado, passando a ser chamado de Forte Ernesto.
Em 1630, quando se iniciou o domínio holandês, Diederick van Waerdenburch, o comandante das forças holandesas de terra, ordenou a construção de um forte na ponta sul da Ilha de Antônio Vaz, conhecido até os dias de hoje como Forte das Cinco Pontas. Quando Maurício de Nassau (Johan Maurits van Nassau-Siegen, 1604-1679) chegou ao Recife, em 1637, tratou de reforçar o sistema de defesa da ilha bem como de encomendar o plano urbanístico da Mauritsstadt (Cidade Maurícia), de autoria de Pieter Post.
A Ilha de Antonio Vaz e a Cidade Maurícia constituiriam a área de expansão da cidade do Recife que possuía área exígua. A Cidade Maurícia (a oeste) e a Cidade do Recife (a leste) foram ligadas por uma ponte, construída em 1642, hoje chamada de Ponte Maurício de Nassau. Outras obras foram planejadas e executadas na Ilha de Antonio Vaz durante o período nassoviano, como a drenagem dos terrenos, canais, diques, palácios (Friburgo e Boa Vista), jardins (botânico e zoológico), museu natural, observatório astronômico, organização de serviços públicos como o de bombeiros e de coleta de lixo.

### Pós-domínio batavo
Nos séculos subsequentes à ocupação holandesa o bairro prosseguiu seu desenvolvimento urbano, tendo se tornado a parte mais importante da cidade fora o porto. Nele desenvolveram-se todas as atividades citadinas de que são exemplos alguns edifícios notáveis, como o Palácio do Governo, o Teatro de Santa Isabel, o Palácio da Justiça, o Mercado de São José, a Casa de Detenção e vários outros edifícios da administração pública estadual, federal e municipal. Na ilha também há grande quantidade de edifícios privados, como sedes de bancos e casas comerciais, cinemas. Grande parte de seu patrimônio arquitetônico está nas igrejas, como a Concatedral de São Pedro dos Clérigos, a Capela Dourada e o Convento Franciscano, Basílica de Nossa Senhora do Carmo, Igreja de Nossa Senhora da Conceição dos Militares. Urbanisticamente o bairro preservou alguns pátios (pátio de São Pedro, pátio do Terço, pátio do Livramento) e a orientação predominante norte-sul de suas principais vias.
No século XX o bairro passou por diversas modificações urbanas modernizadoras que descaracterizaram seu aspecto original. Foram abertas, entre os anos de 1940 e 1970, as Avenidas Guararapes, Dantas Barreto e Nossa Senhora do Carmo, a descaracterização espacial da Praça do Diário (onde está instalado o Diário de Pernambuco), a construção da Avenida Sul e do Viaduto das Cinco Pontas. Essas intervenções urbanas transformaram radicalmente o caráter residencial do bairro. Hoje a população residente está estabelecida majoritariamente no bairro do Coque, uma área de conflitos.
O Acesso à Ilha de Antonio Vaz é feito por ônibus, inúmeras linhas usam suas avenidas como locais de transbordo e há o Terminal de Ônibus de Santa Rita. Há também duas estações do metrô (Central e Joana Bezerra). Na área sul há o Cabanga Iate Clube, de onde parte anualmente a regata oceânica Recife—Fernando de Noronha.
A Ilha de Antonio Vaz encontra-se dentro da área de abrangência do Projeto de Operação Urbana Recife-Olinda (Cais José Estelita, Cais de Santa Rita e Forte de São Tiago das Cinco Pontas.)
E que, segundo Francisco Cunha, está carecendo de uma atenção especial depois que foi vítima de um processo continuado de esvaziamento e degradação ao longo de décadas. Para o jornalista, “que sejam articulados todos os esforços dos diversos agentes públicos, privados e do terceiro setor envolvidos direta e indiretamente com esta região”.  Em 2016, a CDL Recife, criou o Projeto Viver Recife Centro – Antônio Vaz, a Ilha de Todos os Tempos. Depois de concluída a proposta de revisão do Plano Diretor, se deve retomar o seu desenvolvimento.